# Fcγ-Rezeptor Ia
Der Fcγ-Rezeptor Ia (synonym CD64a) ist ein Oberflächenprotein aus der Gruppe der Fcγ-Rezeptoren.

## Eigenschaften
Der Fcγ-Rezeptor Ia wird von Monozyten und Makrophagen (beides Phagozyten) gebildet. Er bindet die Fc-Region von Immunglobulin G (IgG) mit hoher Affinität. Die Affinität ist höher als beim Fcγ-Rezeptor Ib. Der Fcγ-Rezeptor Ia ist an der Phagozytose und der Antigenpräsentation über MHC I beteiligt. Er ist glykosyliert und phosphoryliert.
Der Fcγ-Rezeptor Ia bindet an FCAR (synonym CD89) und den Fc-Bereich von Immunglobulin G. Nach einer Bindung von IgG wird über das im Inneren der Zelle liegende ITAM-Motiv des Fcγ-Rezeptors Ia die Aktivierung eingeleitet.